# Verena von Stuben
Verena von Stuben (* um 1410; † nach 1472 vermutlich auf der Sonnenburg) war ab 1440 Äbtissin des Benediktinerinnenklosters Sonnenburg im Pustertal. Als sie sich den Reformbestrebungen des Brixner Bischofs Nikolaus Cusanus widersetzte, wurde sie mit dem Bann und das gesamte Kloster mit dem Interdikt belegt. Bei den Auseinandersetzungen, in die auch Herzog Siegmund verstrickt war, spielte die Vorherrschaft zwischen der weltlichen und der geistlichen Macht eine Rolle.

## Leben
Verena entstammte dem schwäbischen Adelsgeschlecht Stuben. Ihr Geburtsort ist unsicher und auch ihre Eltern sind nicht bekannt. 1440 wurde sie zur Äbtissin des heute in der Gemeinde St. Lorenzen liegenden Klosters Sonnenburg gewählt.
Die Besitzverhältnisse des 1039 gegründeten Klosters waren verworren. Obwohl die Sonnenburg zum Landgericht Sankt Michelsburg gehörte und somit unter die Herrschaft der Grafen von Görz fiel, lagen die klösterlichen Besitzungen vor allem im Gadertal, wo das Kloster zwar über die Niedere Gerichtsbarkeit, nicht jedoch über die Blutgerichtsbarkeit verfügte. Schon wenige Tage nachdem der 1450 ernannte Bischof Nikolaus Cusanus 1452 sein Amt in Brixen angetreten hatte, forderte er Verena von Stuben auf, ihn als Vogt der Enneberger und damit auch als obersten Gerichtsherrn anzuerkennen. Zur Begründung führte er an, dass er sich als oberster Gerichtsherr und Vogt der Enneberger betrachte, weil die Zuständigkeit für die Blutgerichtsbarkeit beim bischöflichen Hauptmann in Buchenstein liege. Dieses Ansinnen lehnte Verena, die sich auf die bisherigen Privilegien und Gewohnheiten ihres Klosters berief, entschieden ab. Da auch Herzog Siegmund in seinen landesfürstlichen Rechten betroffen war, ernannte ihn Verena kurzerhand zum Vogt des Klosters, wodurch sie sich gleichzeitig unter seinen Schutz stellte.
Weitere Auseinandersetzungen führte Verena mit dem Bischof Cusanus um die Gestaltung des klösterlichen Lebens. Im Rahmen seiner geplanten Reformen verfügte er im Mai 1452 die verbindliche Einhaltung der Ordensregeln. So sollten u. a. auch im Kloster Sonnenburg die bisherigen Lebensformen der überwiegend dem Adel entstammenden Nonnen verändert und die strenge Klausur eingeführt werden. Eine 1453 beabsichtigte Visitation des Klosters lehnten Verena und ihr Konvent ab. Ebenso eine Visitation ein Jahr später, als sie unmissverständlich erklärte, sie würde die strenge Klausur nicht einführen. Zugleich wandte sie sich in einem Schreiben an Papst Nikolaus V., von dem sie erfolglos die Anerkennung der bisher praktizierten Sonderstellung des Klosters verlangte. Da sie auch bei einer dritten Visitation im Jahre 1455 ihre Haltung nicht veränderte, wurde sie im April 1455 vom Bischof Cusanus gebannt. Im September desselben Jahres verhängte er über sie und das Kloster das Interdikt, wodurch gottesdienstliche Handlungen im Kloster verboten waren. Im April 1456 bestellte er die aus Bruneck stammende Afra von Velseck zur Verweserin. Daraufhin beauftragte Verena ihren Schwager Jobst von Hornstein mit der Anwerbung von Söldnern. Sie kämpften Anfang April 1458 in der „Schlacht von Enneberg“ bei Maria Saalen gegen die bischöflichen Landsknechte. Da Herzog Siegmund im März 1458 Tirol verlassen und die Regentschaft für die Dauer seiner Abwesenheit an seine Frau Eleonore von Schottland übertragen hatte, wandte sich Verena wegen der Ereignisse mit mehreren Briefen an Herzogin Eleonore und erbat deren Hilfe. Als nachfolgend die Sonnenburg von bischöflichen Truppen aus dem Gadertal und dem Gericht Sand in Taufers belagert wurde, flohen Verena und ihr Konvent am 8. April auf die Burg Schöneck, die im landesfürstlichen Besitz war. Von dort schrieb Verena nochmals einen Brief an die Herzogin Eleonore, in dem sie die jüngsten Vorfälle beschrieb. Auf Wunsch des Herzogs Siegmund dankte Verena nun als Äbtissin ab und begab sich auf das Schloss Vellenberg im Inntal. Im selben Jahr verließ Bischof Cusanus sein Bistum. Als er 1460 zurückzukehren versuchte, wurde er von Herzog Siegmund auf der Burg Bruneck gefangen genommen. Nach seiner Freilassung wurden der Herzog und die Nonnen des Klosters Sonnenburg exkommuniziert.
Nach dem Tod des Bischofs Cusanus setzte sich der Konvent des Klosters Sonnenburg bei dessen Nachfolger Georg Golser 1465 für die Wiedereinsetzung Verenas in ihre Rechte als Äbtissin ein. Obwohl es dazu nicht kam, kann einem erst 1993 aufgefundenen Brief aus dem Jahr 1472 entnommen werden, dass Verena ihre letzten Lebensjahre auf der Sonnenburg verbringen durfte.